# Fonts baptismaux de Feucherolles
Les fonts baptismaux de l'église Sainte-Geneviève à Feucherolles, une commune du département des Yvelines dans la région Île-de-France en France, sont créés au XIIIe siècle. Les fonts baptismaux en calcaire sont classés monuments historiques au titre d'objet le 12 juillet 1912.
Ces fonts baptismaux en forme d'ellipse sont ornés de colonnettes supportant des arcs brisés, ce type de décor architecturé est rare dans les Yvelines. 
La cuve du 18e siècle est composée de deux parties en plomb, avec un écoulement intermédiaire. L'eau est ensuite évacuée vers le sol. 